# Maison consulaire (Aurillac)
La maison consulaire est une maison située en France sur la commune d'Aurillac (Cantal), en région Auvergne-Rhône-Alpes.

## Localisation
Le monument se trouve rue Marcenague et rue Coste.

## Historique

### Protection
La maison consulaire est inscrite au titre des monuments historiques par arrêté du 8 mai 1926.

## Description
Un objet est répertorié au sein de la base Palissy : une statuette représentant une Vierge à l'Enfant.